# Bistum São Tomé von Meliapore
Das Bistum São Tomé von Meliapore (lat.: Dioecesis Sancti Thomae de Meliapor) war von 1606 bis 1952 eine in Indien gelegene römisch-katholische Diözese. Sitz war Mylapore, vom 16. bis 18. Jahrhundert eine Kolonie Portugals und heute ein Stadtteil von Chennai (Madras), der Hauptstadt des indischen Bundesstaates Tamil Nadu.

## Geschichte

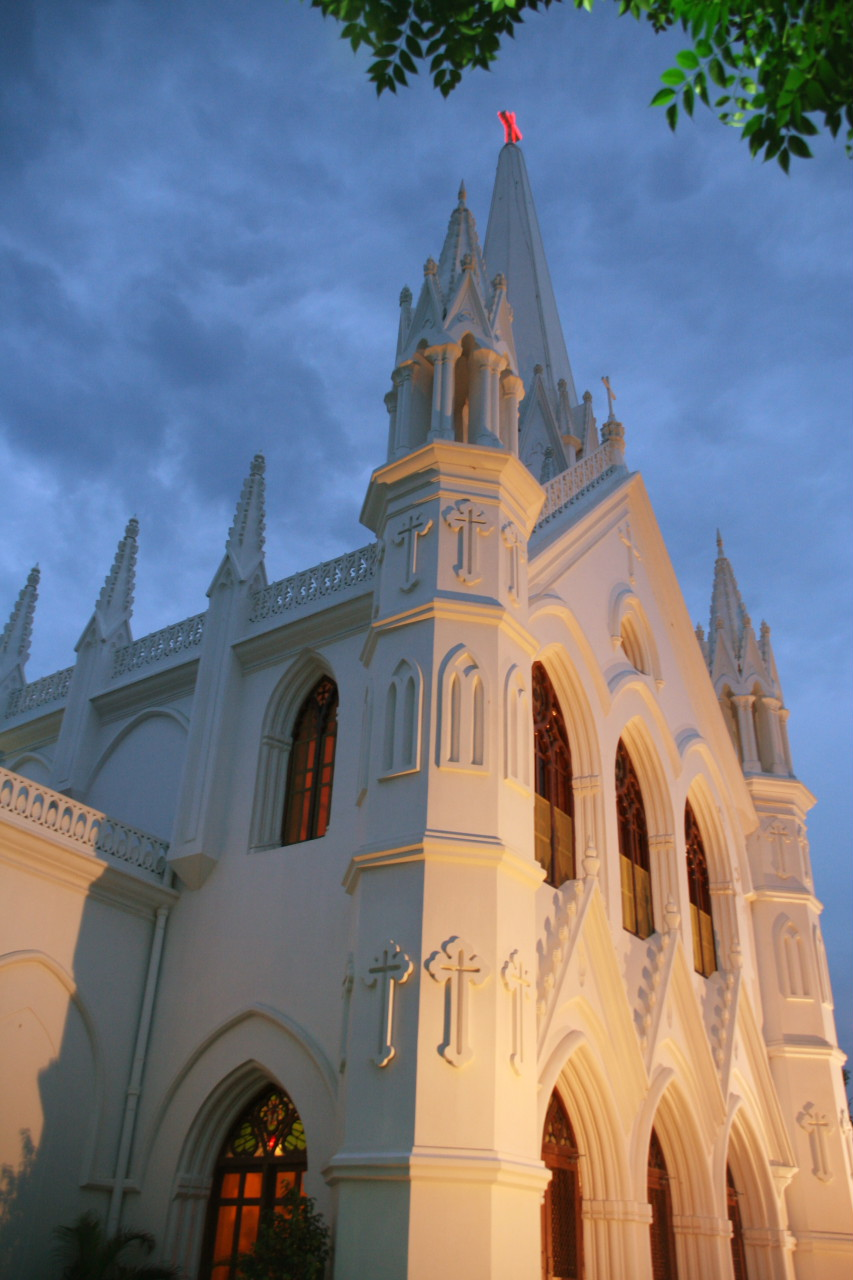
Die St. Thomas Basilica in Mylapore (erbaut 1893), Kathedrale des Bistums São Tomé von Meliapore

Das Bistum São Tomé von Meliapore wurde am 9. Januar 1606 durch Papst Paul V. aus Gebietsabtretungen des Bistums Cochin errichtet. Am 21. Januar 1612 gab das Bistum São Tomé von Meliapore Teile seines Territoriums zur Gründung der Apostolischen Administratur Mosambik ab. Weitere Gebietsabtretungen erfolgten 1642 zur Gründung des Apostolischen Vikariates Fort Saint George und 1741 zur Gründung des Apostolischen Vikariates Ava und Pegù. Am 18. April 1834 gab das Bistum São Tomé von Meliapore Teile seines Territoriums zur Gründung des Apostolischen Vikariates Bengalen ab. Eine weitere Gebietsabtretung erfolgte 1836 zur Gründung der Mission sui juris Madurai.
Am 24. April 1838 wurde das Bistum São Tomé von Meliapore durch Papst Gregor XVI. mit der Päpstlichen Bulle Multa praeclare aufgelöst und das Territorium wurde dem Apostolischen Vikariat Madras angegliedert. Das Bistum São Tomé von Meliapore wurde am 1. September 1886 durch Papst Leo XIII. mit der Päpstlichen Bulle Humanae salutis erneut errichtet. Am 13. November 1952 wurde das Bistum São Tomé von Meliapore wieder aufgelöst und mit dem aus dem Apostolischen Vikariat Fort Saint George hervorgegangenen Erzbistum Madras zum Erzbistum Madras-Mylapore vereinigt.
Das Bistum São Tomé von Meliapore war dem Erzbistum Goa und Daman als Suffraganbistum unterstellt.

## Bischöfe von São Tomé von Meliapore
- Gaspar Alphonsus Álvares SJ, 1691–1708
- Franciscus Laynez SJ, 1708–1715
- Emmanuel Sanches Goulão, 1718–…
- José Pinheiro SJ, 1725–1744
- Bernardo de São Caetano OSA, 1759–1780
- Joaquim de Meneses e Ataide OSA, 1804–1820, dann Bischof von Elvas
- Henrique José Reed da Silva, 1887–1897
- António José de Souza Barroso, 1897–1899, dann Bischof von Porto
- Teotonio Emanuele Ribeira Vieira de Castro, 1899–1929, dann Erzbischof von Goa und Daman
- António Maria Teixeira, 1929–1933
- Carlos de Sá Fragoso, 1933–1937
- Manuel de Medeiros Guerreiro, 1937–1951, dann Bischof von Nampula